# Notobubon gummiferum
Notobubon gummiferum là một loài thực vật có hoa trong họ Hoa tán. Loài này được (L.) Magee mô tả khoa học đầu tiên năm 2008.